# Lac de Servoz
Le lac de Servoz est un ancien lac de France qui s'est formé à plusieurs reprises depuis la fin de la dernière glaciation. Il s'étendait à l'emplacement du village de Servoz et du hameau du Lac sur la commune des Houches, entre le massif du Faucigny au nord, la montagne des Gures à l'ouest, la tête Noire au sud-ouest et le massif des Aiguilles Rouges à l'est. Son emplacement correspond au replat situé entre la partie amont et la partie aval des gorges de l'Arve, entre la vallée de Chamonix au sud-est et la vallée de l'Arve à l'ouest.

## Histoire

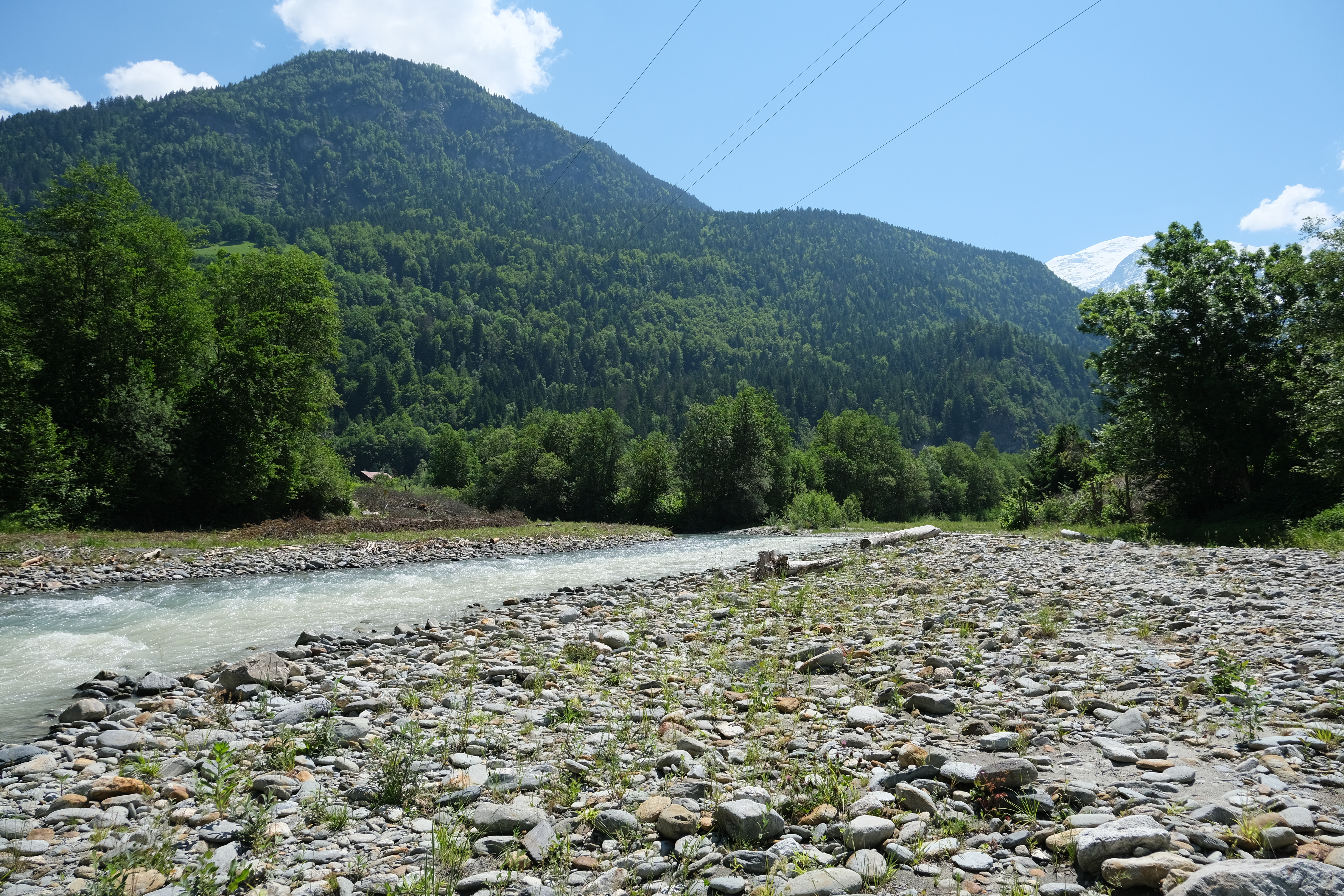
L'Arve à Servoz.

À la fin de la dernière glaciation, le glacier de l'Arve libère progressivement les vallées qu'il occupe, dont la vallée de Chamonix et la vallée de l'Arve,. Les ombilics glaciaires se remplissent d'eau de fonte ; c'est le cas du lac de Sallanche ou de celui de Chamonix. Le premier lac de Servoz ne nait non pas du remplissage d'un ombilic glaciaire mais d'un glissement de terrain survenu il y a 16 000 à 15 000 ans lorsque le bas du versant de la chaîne des Fiz s'effondre dans le lit de l'Arve en s'appuyant sur la montagne des Gures, bloquant le cours de la rivière au niveau de sa confluence avec la Diosaz,. C'est le plus grand des lacs successifs puisqu'il atteint la côte de 823 ± 2 mètres d'altitude — la plus élevée — ce qui correspond à l'altitude du col du Châtelard entre la montagne des Gures et le bas de l'ubac de la tête Noire. Les sites des villages et hameaux du Bouchet, du Vieux Servoz, des Moulins d'en Bas, du Lac et de la Ferme sont ainsi situés sous les eaux qui atteignent une vingtaine de mètres de profondeur. L'Arve a pu se déverser un temps par le petit col du Châtelard, empruntant le vallon du Châtelard — aujourd'hui une vallée sèche — et rejoignant la vallée de l'Arve au niveau des Égratz,. Les témoins de l'existence de ce lac subsistent en la présence de plusieurs terrasses alluviales à une altitude de 824 ± 1 mètres. Ce lac se vidange brutalement par rupture du barrage naturel, formant une lave torrentielle qui inonde l'emplacement de Chedde en rive droite de l'Arve. Un petit lac résiduel qui se comble très rapidement par l'apport d'alluvions par l'Arve et la Diosaz forme des terrasses à la côte 807 mètres. L'emboîtement des différentes terrasses alluviales résulte de l'enfoncement en deux étapes de l'Arve dans son lit jusqu'à son niveau actuel. La vidange du lac aurait pu se produire à l'époque romaine, une légende implique la villa ou bourgade de Dionisia située à Passy détruite par une brusque inondation,. De plus, le specus de la Ratériaz, un aqueduc à travers le col et le vallon du Châtelard et peut-être utilisé en lien avec une industrie minière, aurait pu drainer une partie de l'eau du lac dont le niveau aurait été situé à la côte 810 mètres.
En 1471, un nouveau glissement de terrain des Fiz dans les basses gorges de l'Arve aurait pu former un nouveau lac — bien plus petit que le grand lac post-glaciaire — à la côte 797 mètres d'altitude soit une étendue limitée à l'aval de l'actuel pont de l'avenue de la Gare. Les textes de l'époque mentionnent en effet des travaux de terrassement pour limiter l'étendue des eaux de l'Arve. À cette époque, les épisodes d'embâcles et de débâcles semblent courants, formant de petits lacs temporaires, faisant divaguer les chenaux fluviaux et provoquant des inondations brutales en aval. C'est vraisemblablement de cette époque que provient le toponyme « Le Lac » donné au hameau en rive gauche de l'Arve, face au village de Servoz, sur le territoire communal des Houches.

Gouache de Jean-Antoine Linck montrant le paysage de Servoz dominé par le mont Blanc à la sortie des premiers gorges de l'Arve qui divague en de nombreux bras mouvants.